# Hålasjön (Älvsereds socken, Västergötland)
Hålasjön är en sjö i Falkenbergs kommun i Västergötland och ingår i Ätrans huvudavrinningsområde.